# 明窗出版社
明窗出版社是世界華文媒體旗下一家圖書出版公司，於1986年成立。明窗主要出版流行之消閒性書籍及實用知識性圖書，著名出版物有倪匡的衛斯理系列；而其姊妹公司明報出版社以出版政治、經濟、歷史及學術專題的叢書為主，近年出版社為配合讀者興趣和需要，推出多本大型圖書及畫冊。
其總部位於柴灣嘉業街18號明報工業中心。